# Centro de Ensino Unificado de Brasília Esporte Clube
O Centro Esportivo Universitário de Brasília (CEUB), posteriormente CEUB Esporte Clube, foi um clube de futebol brasileiro, sediado em Brasília, no Distrito Federal. Costumava mandar seus jogos no Estádio Pelezão e encerrou as atividades de futebol em agosto de 1976.

## História
Fundado em 17 de outubro de 1968 por alunos do Centro de Ensino Unificado de Brasília,[carece de fontes?] o CEUB foi a primeira equipe brasiliense a disputar a divisão principal do campeonato nacional, em 1973.
Para disputar o campeonato nacional, o CEUB precisava se profissionalizar, além de contar com um estádio com capacidade mínima exigida para mandar seus jogos.  Desta forma, a agremiação mudou o nome para CEUB Esporte Clube, e o clube se desligou administrativamente do centro universitário que o dera origem. A instituição, porém, manteve a ajuda financeira e continuou cedendo bolsas de estudo aos atletas. Além disso, reformou e ampliou a toque de caixa o Estádio Edson Arantes do Nascimento, o Pelezão, que passou a receber até 40 mil pessoas.
Entretanto, a vida da equipe foi curta. A primeira edição do Campeonato Brasiliense, em 1976, marcou também o fim do CEUB. O time ganhou os dois primeiros turnos. Liderava o terceiro e último quando a federação local virou a mesa, determinando que fosse disputado um quadrangular para apontar o campeão e representante do Distrito Federal no Brasileirão. A diretoria do CEUB Esporte Clube não aceitou.
Irritado com a posição do CEUB Esporte Clube, Heleno Nunes, presidente da antiga CBD (hoje CBF), determinou que o Distrito Federal não teria representante no Brasileirão. A manobra antecipou o fim do clube, que também apresentava problemas financeiros depois de ter representado o Distrito Federal em 3 edições do Campeonato Brasileiro da Primeira Divisão. Hoje, tudo que restou do CEUB foram troféus e recortes de jornais guardados no escritório de Adílson Peres, advogado, que foi o presidente do CEUB naquela época. "Sinto saudade daquele time", afirma.

### Campeonato brasiliense de 1971
o CEUB estreou no campeonato brasiliense em 29 de agosto de 1971 contra o Jaguar. Vitória do CEUB por 1 a 0.
Uma coincidência: No final o clube terminou na terceira posição com oito pontos em oito jogos (3 V, 2 E, 3 D, 12 GP, 12 GC). 
O clube ainda contou com o artilheiro da competição: Dinamite com oito gols.

### Vice campeonato brasiliense de 1972
Após a terceira posição em 1971 o CEUB entrou como um dos favoritos ao título em 1972. 
Em um campeonato disputado o CEUB perdeu o título para o Serviço Gráfico. No primeiro jogo um empate sem gols. No segundo jogo vitória do Serviço Gráfico por 2 a 1. No terceiro e decisivo jogo outro empate sem gols e o título ficou com o Serviço Gráfico. 

### Campeão brasiliense de 1973
Após bater na trave um ano antes enfim o CEUB conquistou o título brasiliense. Na final o clube enfrentou o Relações Exteriores na final e após dois empates o CEUB venceu o terceiro e decisivo jogo por 1 a 0, com gol de Lucas.
Confira os jogos da final:
10/02/1974 CEUB 1 x 1 Relações Exteriores
17/02/1974 Relações Exteriores 1 x 1 CEUB
19/02/1974 CEUB 1 X 0 Relações Exteriores

### Campeonato brasiliense de 1974
O campeonato de 1974 foi conturbado e repleto de desistências e punições. Mesmo assim o CEUB terminou na terceira posição.

### Campeonato brasiliense de 1975
Em 1975 o clube foi apenas quinto colocado mais teve o artilheiro do certame, Lucas com 11 gols.

### Campeonato brasiliense de 1976
O CEUB estava muito próximo de conquistar o bicampeonato estadual quando após desavenças com a federação fez o clube desistir da disputa e logo após o time foi extinto.

## Histórico em campeonatos brasileiros

### Campeonato Brasileiro de 1973
Foi apenas 33º colocado entre 40 clubes.[carece de fontes?] A sua estreia na elite foi no empate sem gols com o Botafogo. Coube a Péricles marcar o primeiro gol do clube, na derrota para o Coritiba por 2 a 1, na segunda rodada da competição. A primeira vitória veio na rodada seguinte contra o Figueirense. O time de Brasília venceu por 2 a 1 com dois gols de Péricles. Na rodada seguinte vitória sobre o Cruzeiro por 2 a 0. 
Outros resultados importantes foram o empate sem gols com o São Paulo e a vitória sobre o Corinthians,por 2 a 1, todos em Brasília.
No geral o clube fez uma boa participação no seu primeiro campeonato brasileiro, terminando na 33ª colocação.
Campanha: 28 jogos, 08 vitórias, 06 empates, 14 derrotas, 23 gols marcados e 33 gols sofridos.
Artilharia: 05 gols: Juraci; 04 gols: Péricles; 03 gols: Dario e Xisté; 02 gols: Cláudio e Fernandinho; 01 gol: Gilberto, Marco Antônio, Odair e Rildo.

### Campeonato Brasileiro de 1974
Entre 40 clubes o CEUB ficou apenas na 37ª posição.[carece de fontes?] Na sua segunda participação o time estreou com derrota para o Corinthians, por 2 a 1. O CEUB disputou os setes primeiros jogos como mandante, com a seguinte campanha: duas vitórias, dois empates e uma derrota. 
O resultado mais relevantes foram os empates com o Palmeiras (1 x 1) e com o São Paulo (1 x 1). O clube terminou na 19ª posição no grupo B entre vinte clubes, com a seguinte campanha: 19 jogos, 03 vitórias, 06 empates, 10 derrotas, 12 gols marcados e 23 gols sofridos. 

### Campeonato Brasileiro de 1975
Na primeira fase o CEUB foi o nono colocado no grupo D, o que levou o clube a repescagem. Na repescagem o time foi eliminado. [carece de fontes?] Na primeira fase o clube conseguiu como resultados mais relevantes os empates contra Grêmio (0 x 0) e Portuguesa (1 x 1), fora de casa e o empate com o Santos (2 x 2) em casa.
Campanha: 11 jogos, 03 vitórias, 05 empates, 03 derrotas, 12 gols marcados e 12 gols sofridos.
O time disputou a repescagem no grupo que tinha: Náutico, Bahia, Americano, Desportiva e CSA. O CEUB começou a competição vencendo em casa o Desportiva (2 a 0) e empatando fora com o CSA (1 X 1). Os dois próximos jogos seriam em casa e em ambos saiu derrotado para o Americano (2 x 0) e para o Bahia (2 x 1). Na última rodada derrota por 3 a 0 para o Náutico. 
Campanha total: 31º lugar, 16 jogos, 04 vitórias, 06 empates, 06 derrotas, 16 gols marcados e  20 gols sofridos. 

## Desempenho contra os 12 times grandes
Atlético-MG : 05 J - 0 V - 02 E - 03 D - 06 GP -10 GC 
Botafogo: 06 J - 0 V - 03 E - 03 D - 02 GP - 11 GC 
Corinthians: 03 J - 01 V - 01 E - 01 D - 05 GP - 05 GC 
Cruzeiro: 03 J - 01 V - 01 E - 01 D - 01 GP - 02 GC 
Flamengo: 05 J - 0 V - 02 E - 03 D - 05 GP - 09 GC 
Fluminense: 03 J - 0 V - 01 E - 02 D - 02 GP - 05 GC 
Grêmio: 03 J - 0 V - 02 E - 01 D - 01 GP - 02 GC 
Internacional: 01 J - 0 V - 0 E - 01 D - 0 GP - 01 GC 
Palmeiras: 01 J - 0 V - 01 E - 0 D - 01 GP - 01 GC 
Santos: 02 J - 0 V - 01 E - 01 D - 03 GP - 05 GC 
São Paulo: 02 J - 0 V - 02 E - 0 D - 01 GP - 01 GC 
Vasco: 02 J - 0 V - 01 E - 01 D - 03 GP - 04 GC 

## Títulos
| DISTRITAIS | DISTRITAIS             | DISTRITAIS | DISTRITAIS |
|            | Competição             | Títulos    | Temporadas |
|            | Campeonato Brasiliense | 1          | 1973       |
| ---------- | ---------------------- | ---------- | ---------- |

- Vice-Campeonato Brasiliense: 1972.

## Campeonato Brasileiro de Futebol
- 1973- 33° colocado - 22 pontos - 28 jogos - 08 vitórias - 06 empates - 14 derrotas - 23 gols marcados e 33 gols sofridos.[20]
- 1974- 37º colocado - 12 pontos - 19 jogos - 03 vitórias - 06 empates - 10 derrotas - 12 gols marcados e 23 gols sofridos. [21]
- 1975- 31º colocado - 15 pontos - 16 jogos - 04 vitórias - 06 empates - 06 derrotas - 16 gols marcados e 20 gols sofridos. [7]

Desempenho: 49 pontos - 63 jogos - 15 vitórias - 18 empates - 30 derrotas - 51 gols marcados e 76 gols sofridos.

## Ranking da CBF
- Posição: 197º
- Pontuação: 12 pontos

Ranking criado pela Confederação Brasileira de Futebol que pontua todos os times do Brasil.